# HMS Iron Duke (1912)
HMS Iron Duke byla bitevní loď třídy Iron Duke patřící britskému Královskému námořnictvu, která sloužila v letech 1914–1946. Loď byla pojmenována na počest Arthura Wellesleye, 1. vévody z Wellingtonu, jemuž se přezdívalo „železný vévoda“ (anglicky Iron Duke). V roce 1946 byla prodána k sešrotování, které proběhlo v roce 1948.

## Konstrukce a stavba

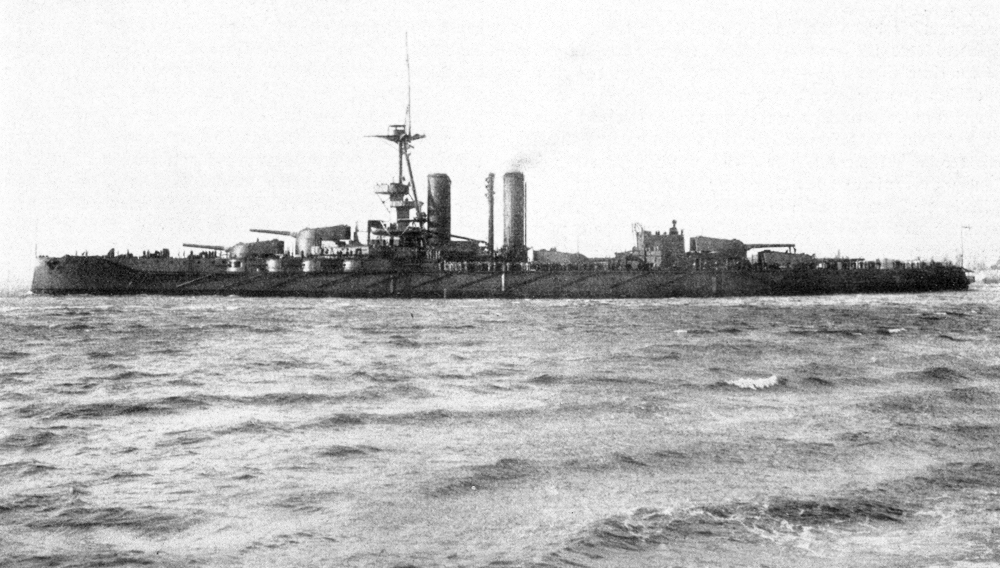
Iron Duke

Stavba lodi byla zahájena 12. ledna 1912 v loděnicích v Portsmouthu. Iron Duke byl slavnostně spuštěn na vodu dne 12. října 1912. Do aktivní služby se ale zapojil až roku 1914.
Loď byla dlouhá 176,8 metru a široká 27,4 metru. Hlavní výzbroj tvořilo deset děl ráže 343 mm (pro srovnání, její protějšek v bitvě u Jutska, německá bitevní loď SMS König byla vyzbrojena deseti děly ráže 305 mm). Její pohon zajišťovaly dvě turbíny značky Parsons a 18 kotlů Babcock & Wilcox. Jako palivo do kotlů se využívalo uhlí, kterého se na loď vešlo maximálně 3250 tun. Loď mohla s tímto pohonem plout rychlostí 21,6 uzlu. Maximální dosah byl 25 928 kilometrů. Posádku tvořilo 1022 důstojníků a námořníků.

## Služba

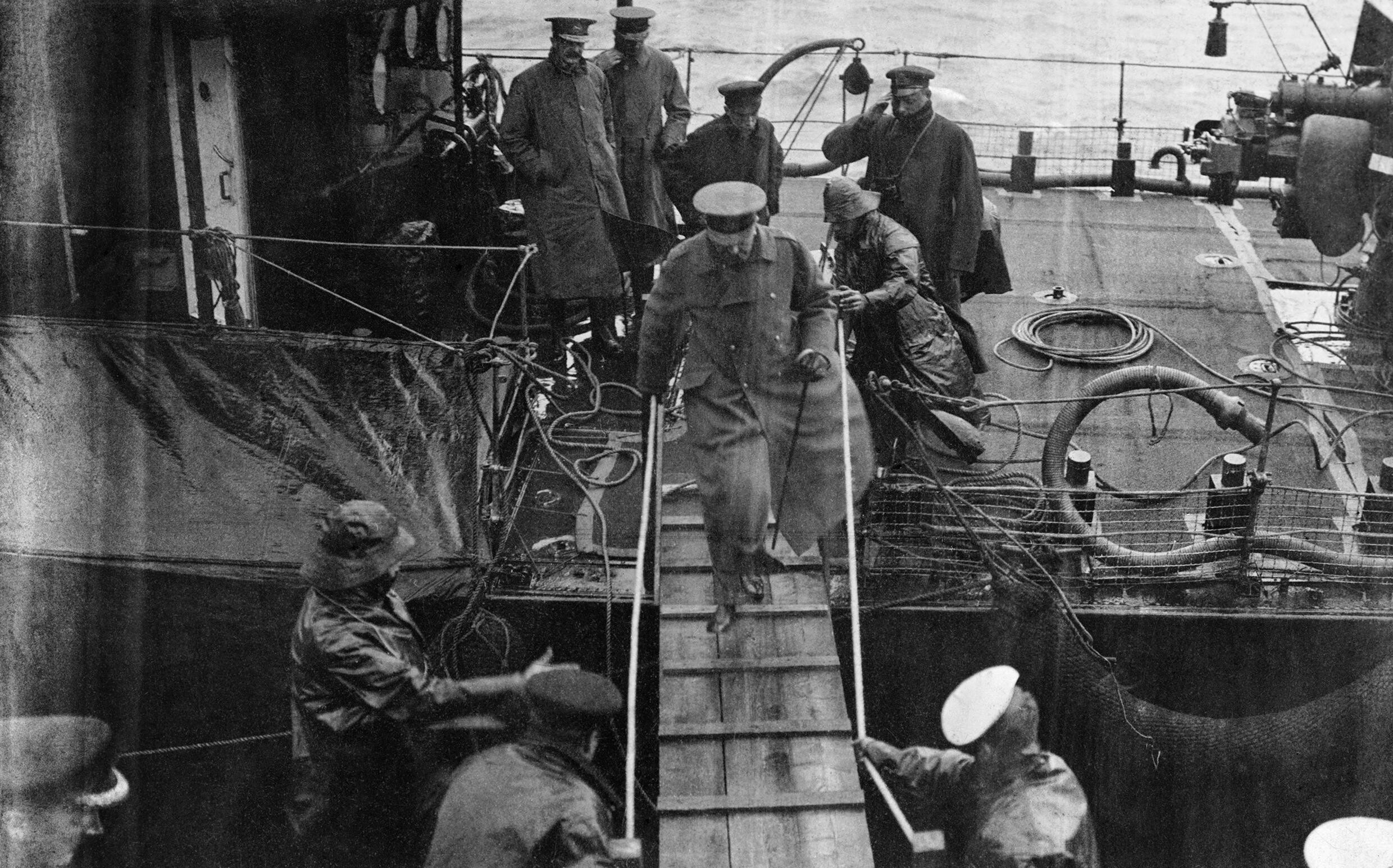
Britský maršál Kitchener se naloďuje na palubu Iron Duke

Okamžitě po nástupu do služby se Iron Duke stal součástí Home Fleet a vlajkovou lodí admirála sira George Callahana. Prakticky jediným velkým střetem, jímž během 1. světové války loď prošla, byla bitva u Jutska. V ní byla součástí 4. bojové skupiny. Během bitvy se jí podařilo několikrát zasáhnout německou bitevní loď König.
V závěru roku 1916 se Iron Duke stal na krátkou dobu vlajkovou lodí sira Davida Beattyho. Ten se však zanedlouho přestěhoval na bitevní loď HMS Queen Elizabeth.
Po válce byla loď převelena k britskému Středomořskému loďstvu, kde se stala vlajkovou lodí jeho velitele, admirála sira Johna de Robecka. V roce 1931, po Londýnské smlouvě, byl Iron Duke odzbrojen a nadále sloužil jen k nácviku dělostřelby. Loď byla v roce 1939 ve Scapa Flow poškozena skupinou čtyř německých bombardérů a posádka s ní najela na břeh, aby se nepotopila. Po opravě sloužila až do konce druhé světové války jako na mělčině usazená nehybná loď. V roce 1946 byla prodána k sešrotování, k čemuž došlo roku 1948 v Glasgow.